# Yahuarmayoia phaeoptera
Yahuarmayoia phaeoptera är en tvåvingeart som först beskrevs av Christian Rudolph Wilhelm Wiedemann 1830.  Yahuarmayoia phaeoptera ingår i släktet Yahuarmayoia och familjen parasitflugor. Inga underarter finns listade i Catalogue of Life.